# Majid Bekkas
Abdelmajid Bekkas (Salé, 1957), beter bekend als Majid Bekkas is een Marokkaans zanger, multi-instrumentalist en componist. Zijn muziek is een mix van gnawa-muziek, jazz en andere stijlen.

## Biografie
Bekkas groeide op in Salé, Marokko, in een buurt waar veel gnawa's woonden. Op zijn vijftiende ging hij banjo spelen. In de jaren 1970 begon hij een band waarin hij de gimbri speelde, hiertoe geïnspireerd door de populaire Marokkaanse band Nass El Ghiwane. Om gimbri te leren, nam hij lessen bij 'maalem' (meestermusicus) Ba Houmane.
Bekkas studeerde Europese klassieke muziek aan het conservatorium van Rabat. Hij werkte enige tijd als docent klassieke gitaar aan dit conservatorium, en als bibliothecaris voor het Marokkaanse Ministerie van Cultuur, voor hij besloot zich op muziek te richten.
Bekkas speelde in verschillende bands en maakte muziek in verschillende stijlen. Hij begon met traditionele Arabische muziek, stapte in de jaren 1970 over naar populaire Marokkaanse muziek, en had later ook een bluesband. Later ging hij deze en andere stijlen combineren. In 2001 bracht hij het album African Gnaoua Blues uit op het Belgische platenlabel Igloo Records, met een mix van gnawa en blues.

## Muziekstijl
Bekkas' muziek is een mix van (onder meer) gnawamuziek, Arabische muziek en jazz.
Gnawa, oude spirituele trancemuziek, was oorspronkelijk muziek van vrijgemaakte West-Afrikaanse slaven. Traditionele gnawa wordt gespeeld tijdens lange nachtelijke ceremonies, waarbij deelnemers in een trance raken en geesten worden opgeroepen om zieken te genezen. Oed, percussie en vooral de gimbri spelen in een belangrijke rol in gnawamuziek.
Gimbri en oed zijn ook belangrijk in Bekkas' muziek, net als de spirituele en trance-achtige elementen van gnawa. Hij vermengt deze traditie met allerlei stijlen en invloeden, waaronder blues, jazz, flamenco, Indiase muziek en Arabo-Andalusische muziek.

## Samenwerkingen
Bekkas werkte veel samen met de Duitse jazzpianist Joachim Kühn en de Spaanse drummer Ramon López. Het drietal bracht meerdere albums uit.
Bekkas nam verder muziek op met onder andere Archie Shepp, Bassekou Kouyate, Peter Brötzmann, Klaus Doldinger, Stefan Pasborg, Chris Hinze en Louis Sclavis.
Ook tourde hij met de Nederlands-Surinaamse band Fra Fra Sound, ze traden samen op in Nederland en Marokko.

## Erkenning en waardering
Bekkas bereikte met zijn albums diverse malen hoge posities in de World Music Charts Europe: (o.a.) een 7e plaats voor Al Qantara in september 2014, een 2e plaats voor Joudour in december 2022 en een 3e plaats voor Gnawa World Blues in juli 2025.
NPR nam Bekkas' song Choroq op in hun lijst van hun favoriete songs van 2014, in juni van dat jaar namen ze Al Qantara op in hun lijst van beste albums van 2014 tot dusver.
De Standaard noemde Makenba de beste wereldfusieplaat van 2010. Songlines noemde Bekkas een van de centrale figuren en leiders van de gnawarevival en diens uitstapjes naar fusion. Jazzism schreef dat Bekkas "de gnawa-muziek uit Marokko internationaal op de kaart heeft gezet."

## Discografie

### Solo of als bandleider
- African Gnaoua Blues (met Rachid Zeroual & Khalid Kouhen) (Igloo Records, 2001)
- Mogador  (Igloo Records, 2004)
- Makenba (Igloo Records, 2010)
- Mabrouk (met Albaye Cissoko & Khalid Kouhen) (Bee Jazz, 2011)
- Al Qantara (met Manuel Hermia & Khalid Kouhen) (Igloo Records, 2013)
- Magic Spirit Quartet (met Goran Kajfeš, Jesper Nordenström & Stefan Pasborg) (ACT Music, 2020)
- Joudour (Igloo Records, 2022)
- Jazz at Berlin Philharmonic XVII: Gnawa World Blues (met Nguyên Lê & Hamid Drake) (ACT Music, 2025)

### Met Joachim Kühn
- Joachim Kühn met Majid Bekkas & Ramon Lopez - Kalimba (ACT Music, 2007)
- Joachim Kühn met Majid Bekkas & Ramon Lopez - Out of the Desert (ACT Music, 2009)
- Joachim Kühn Trio & hr-Bigband - Out of the Desert Live (ACT Music, 2011)
- Joachim Kühn met Majid Bekkas & Ramon Lopez - Chalaba (ACT Music, 2011)
- Joachim Kühn met Majid Bekkas & Ramon Lopez - Voodoo Sense (ACT Music, 2013)

### Overige samenwerkingen
- Marula (Uwe Kropinski, Majid Bekkas, Michael Heupel & Aly Keita) - In All (Morgenland Records, 2008)
- Peter Brötzmann, Majid Bekkas & Hamid Drake - Catching Ghosts (ACT Music, 2013)
- Andrés Coll met Majid Bekkas, Mateusz Smoczynski & Ramon Lopez - Odyssey (Balaio Records, 2024)
- Waaju met Majid Bekkas - Alouane (BBE Music, 2024)